# 加藤桃子 (女優)
加藤 桃子（かとう ももこ、1984年2月8日 - ）は、日本の女優。愛知県出身。株式会社BBE所属。身長158cm。
血液型はB型。旧芸名は加藤 夢望（ゆめみ）、黒岩 桃子。
『ロボゲイシャ』出演者オーディションで村田唯らと共に「裏ゲイシャガール」に選ばれ映画デビュー。
かつては東映東京撮影所に所属していた。

## 出演

### 映画
- ロボゲイシャ（2009年、角川映画）
- 古代少女ドグちゃん パイロット版（2010年、日活）
- 戦闘少女 血の鉄仮面伝説（2010年、東映ビデオ）
- 八月の二重奏（2010年、東映）
- ヘルドライバー（2011年、サムシング・クリエイション）
- はやぶさ 遥かなる帰還（2012年、東映）
- 僕達急行 A列車で行こう（2012年、東映）
- TOEI HERO NEXT 恋する歯車（2013年、東映）
- 探偵はBARにいる2 ススキノ大交差点（2013年、東映）
- 利休にたずねよ（2013年、東映）
- 春を背負って（2014年、東宝）
- 新宿スワン（2015年、ソニー・ピクチャーズ エンタテインメント）
- 進撃の巨人 ATTACK ON TITAN（2015年、東宝）
- 虎影（2015年、ファントム・フィルム）
- 海難1890（2015年、東映）
- 蠱毒 ミートボールマシン（2017年、アークエンタテインメント） - 黒岩 役
- あ・く・あ 〜ふたりだけの部屋〜（2021年5月、Power Arts Production） - しず香 役（声の出演）

### テレビドラマ
- 3.11 その日、石巻で何が起きたのか〜6枚の壁新聞（2012年、日本テレビ）
- TOKYOエアポート〜東京空港管制保安部〜（2012年、フジテレビ）
- 土曜ワイド劇場 検事・朝日奈耀子（2013年、テレビ朝日）
- 信長協奏曲（2014年、フジテレビ）
- ドラマ24 みんな!エスパーだよ!番外編 〜エスパー、都へ行く〜（2015年、テレビ東京）

#### ウェブドラマ
- 東京ヴァンパイアホテル（2017年、Amazonプライム・ビデオ） - 居酒屋女子A 役

### 舞台
- め組の辰五郎（2005年）
- 今日は私の誕生日（2008年）
- エグジスタンス（2009年）
- アクトリーグB戦第3戦（2010年）
- ひばりの子どもたち（2013年）

### CM
- マイナビ就職EXPO（2006年）
- 東建コーポレーション（2007年）
- スギ薬局（2007年）
- ユニー（2007年）
- マツヤZing（2008年）

### バラエティ
- 新婚さんいらっしゃい! （2017年10月8日・元俳優の夫と出演）

### VP
- 東京消防庁 TOKYO津波警報（2012年）
- 警視庁 闇にひそむ影 〜僕には関係ないと思っていた〜（2013年）
- 日経ビデオ～働き方改革とカップルの子育て～（2017年）